# Мальпертюи (фильм)
«Мальпертюи» (фр. Malpertuis) — кинофильм режиссёра Гарри Кюмеля, вышедший на экраны в 1971 году. Экранизация одноимённого романа Жана Рея.

## Сюжет
Молодой моряк Ян (Матьё Каррьер) сходит на берег в порту родного города, который он покинул много лет назад. Вскоре он оказывается в Мальпертюи, поместье своего умирающего дяди Кассавиуса (Орсон Уэллс). Перед смертью тот делит своё состояние между присутствующими при одном условии: они никогда не покинут Мальпертюи, а последний оставшийся в живых получит всё. Ян влюбляется в племянницу Кассавиуса Эуриалию и погружается в сложные отношения обитателей поместья, представляющего собой настоящий лабиринт со своими тайнами. В конце концов выясняется, что его окружают персонажи древнегреческой мифологии, которых Кассавиус заточил в Мальпертюи.

## В ролях
- Орсон Уэллс — Кассавиус
- Матьё Каррьер — Ян / Джон фон Кремер
- Сьюзан Хэмпшир — Нэнси / Эуриалия / Элис / медсестра / Шарлотта
- Мишель Буке — Шарль Дидело/ доктор
- Жан-Пьер Кассель — Лампернис/ пациент в коляске
- Даниэль Пилон[фр.] — Матиас/ медбрат
- Вальтер Рилла[нем.] — Эйзенготт/ профессор
- Сильви Вартан — Бетс

## Факты
- В 1972 году фильм участвовал в основном конкурсе Каннского кинофестиваля.
- В 1973 году фильм получил приз CEC Medal на Каталонском кинофестивале в Сиджесе.